# Kobylnica
Kobylnica (deutsch Kublitz, auch Königlich Kublitz,  früher Cublitz; kaschubisch Kòbëlnica, auch Kòbëlnëcô) ist eine Stadt und Sitz der gleichnamigen Stadt-und-Land-Gemeinde im Powiat Słupski (Stolper Kreis) der polnischen Woiwodschaft Pommern.

## Geographische Lage
Das Kirchdorf liegt in Hinterpommern, unmittelbar am südwestlichen Stadtrand von Stolp; die Entfernung von Stadtmitte beträgt etwa vier Kilometer. Durch das Dorf fließt der Mühlenbach.

## Geschichte

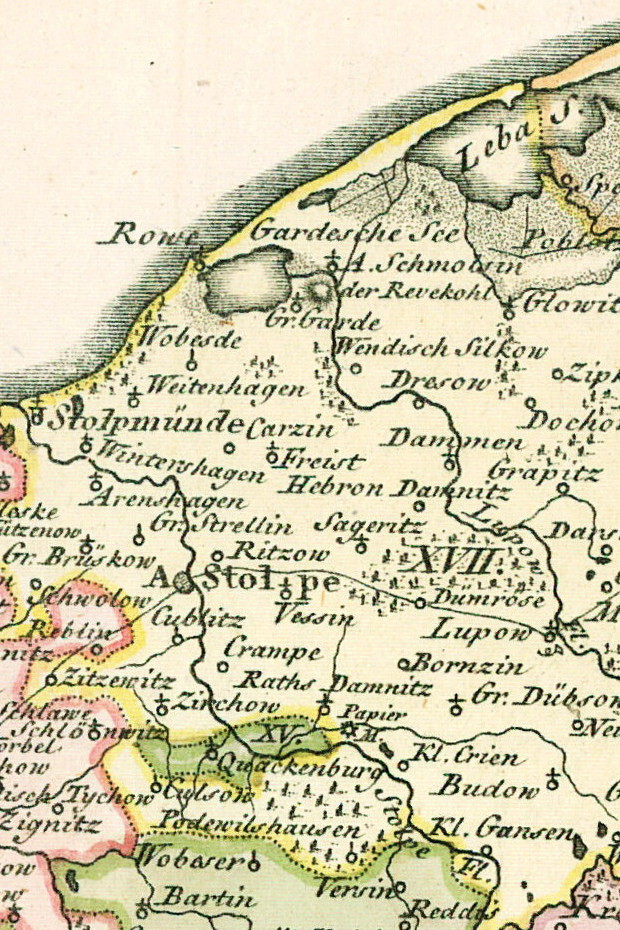
Kublitz (Cublitz), südlich der Stadt Stolp (früher Stolpe geschrieben) und links der Stolpe, auf einer Landkarte von 1794.

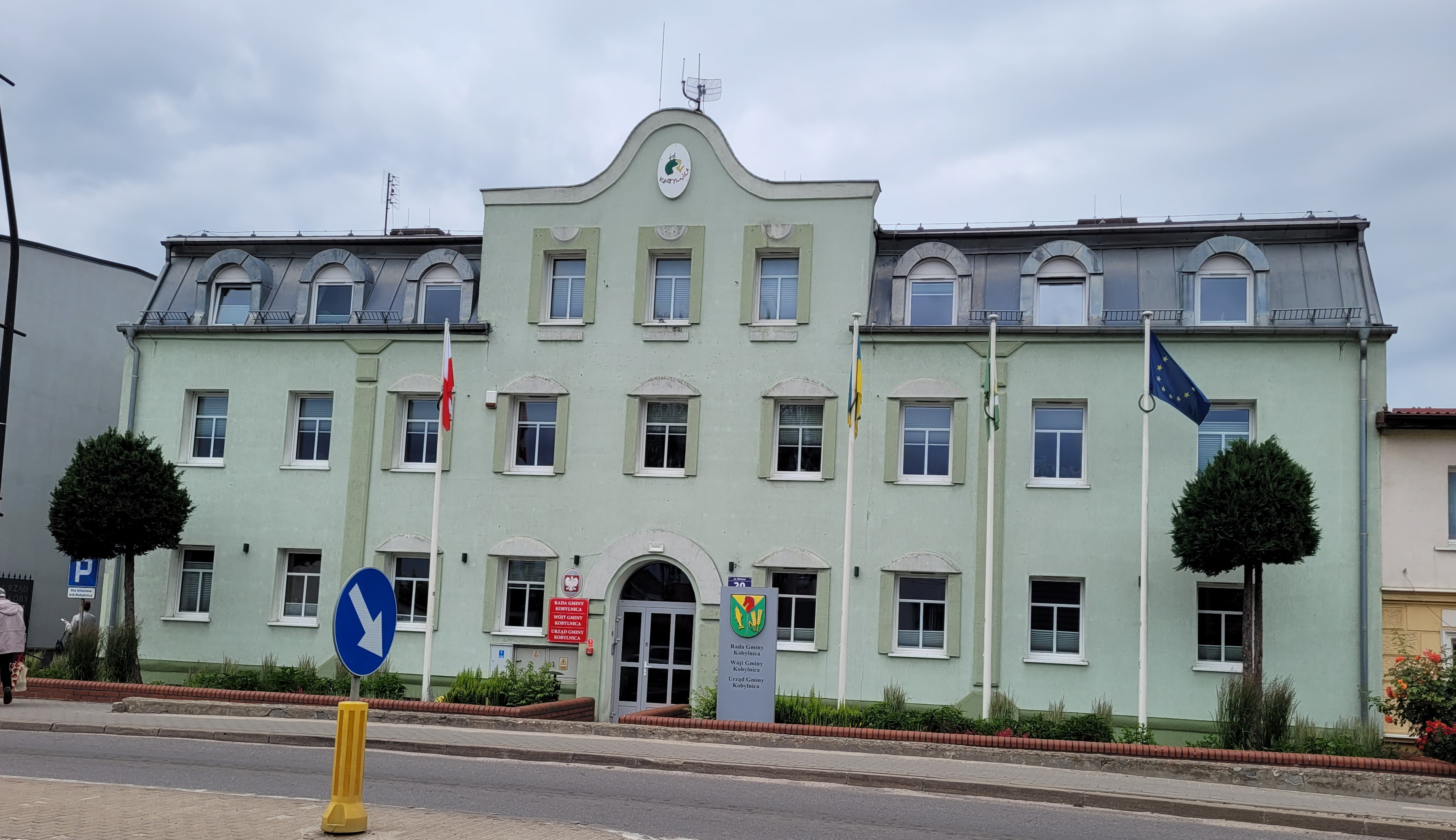
Amtsgebäude (2024)

Ältere Ortsbezeichnungen sind Cobelniz, Cubbelitze, Cubbelnitz, Cubbelnie, Cublitz und Cublitz. Das Dorf bildete ursprünglich mit Adlig Kublitz ein Dorf. Im Jahre 1315 wurde es in einer Urkunde genannt, in der Markgraf Waldemar von Brandenburg dem Kasimir Svenzo den Besitz des Dorfes als Lehen bestätigte. Der Ort gehörte zum Leibgedinge der Herzogin Erdmuthe (* 1561; † 1623), die ab 1600 als Witwe im Schloss zu Stolp lebte. Einen Teil von Kublitz erhielt die Familie von Puttkamer zu Lossin und Krampe zum Lehen. 1734/35 verkauften die von Puttkamers zu Plassow einen nördlich des Kamenz-Baches gelegenen Teil des Dorfes an die Königliche Domäne in Stolp. Seither hieß dieser Teil Königlich Kublitz und der andere, der den von Puttkamers zu Lossin blieb, Adlig Kublitz.
Kublitz und Adlig Kublitz hatten eine gemeinsame Schule. Der Schulverband hatte seinen Sitz in Kublitz, während die Schule in Adlig Kublitz stand. 1931 handelte es sich um eine sechsstufige Volksschule mit sechs Klassen, drei Lehrern und einer Lehrerin, die 242 Kinder unterrichteten.
1939 hatte Kublitz – bei einer Gemeindefläche von 646 ha – 1237 Einwohner bei 84 landwirtschaftlichen Betrieben. Handel, Handwerk und Gewerbe waren zudem in Kublitz – dank seiner Nähe zur Stadt Stolp – recht zahlreich vertreten.
Kublitz (wie auch Adlig Kublitz mit 463 ha und 493 Einwohnern) gehörte bis 1945 zum Landkreis Stolp im Regierungsbezirk Köslin der preußischen Provinz Pommern des Deutschen Reichs und zum Amtsbezirk Lossin, wo auch das Standesamt seinen Sitz hatte. Amtsgerichtsbezirk war Stolp.
Gegen Ende des Zweiten Weltkrieges wurde  Kublitz am 8. März 1945 von der Roten Armee besetzt. Nach Beendigung der Kampfhandlungen wurde die Region zusammen mit ganz Hinterpommern seitens der sowjetischen Besatzungsmacht der Volksrepublik Polen zur Verwaltung überlassen. Es kamen nun Polen in das Dorf und verdrängten die einheimischen Dorfbewohner aus ihren Häusern und Wohnungen. Kublitz wurde unter der polonisierten Ortsbezeichnung ‚Kobylnica‘ verwaltet. Die einheimischen Dorfbewohner wurden von der polnischen Administration bis Herbst 1947 alle vertrieben.
Später wurden in der Bundesrepublik Deutschland 790 und in der DDR 173 aus Kublitz vertriebene Dorfbewohner ermittelt.
Der Ort ist heute Sitz der polnischen Gemeindeverwaltung. Zum 1. Januar 2025 wurde Kobylnica zur Stadt erhoben.

## Religion

### Dorfkirche
Die bisher evangelische Dorfkirche Kublitz, die aus dem 17. Jahrhundert stammt, wurde 1945 von der polnischen Administration zugunsten der polnischen katholischen Kirche zwangsenteignet und am 15. August 1945 vom polnischen katholischen Klerus ‚neu geweiht‘.

### Kirchspiel bis 1945
Ende des 16. Jahrhunderts war Kobylnica noch eine Filialgemeinde der Pfarrkirche St. Marien in Stolp und wurde von den dortigen Pfarrern der 2. Pfarrstelle versorgt. Im Jahre 1612 richtete die Fürstin Erdmute eine eigene Pfarrstelle ein, in der sie für den Unterhalt des Predigers sorgte. Der erste Pfarrer von Kublitz wurde am 28. Juni 1612 durch den Stolper Hofprediger Daniel Rubenow in sein Amt eingeführt: Erasmus Janicke aus Hammerstein (Czarne) bei Schlochau. Seitdem dann der zweite Pfarrer Johann Drenckhan, der im Kublitzer Pfarrhaus in der Altstadt zu Stolp wohnte, im Jahre 1668 zugleich auch zum Schlossprediger in Stolp berufen wurde, sind die beiden Kirchengemeinden (Schlosskirche Stolp und Kirchengemeinde Kublitz) miteinander verbunden worden. Die Orte Ulrichsfelde und  Veddin wurden eingepfarrt.
1940 zählte die Kirchengemeinde Kublitz etwa 2500 Gemeindeglieder. Bis 1945 war der Ort mit der Stolper Schlossgemeinde Teil des Kirchenkreises Stolp-Stadt in der Kirchenprovinz Pommern der Evangelischen Kirche der Altpreußischen Union. Der Bestand an Kirchenbüchern reichte bis 1658 zurück.
Die wenigen katholischen Einwohner waren in die Pfarrgemeinde in Stolp eingegliedert.

### Kirchspiel seit 1945
Die seit 1945 und Vertreibung der einheimischen Dorfbewohner anwesende polnische Einwohnerschaft ist überwiegend katholisch.
Am 1. Juni 1951 wurde  die Parochie Kobylnica gegründet, deren Filialgemeinde Sierakowo Słupskie (Zirchow) ist. Außerdem werden regelmäßig Heilige Messen in Łosino (Lossin) und Bolesławice (Ulrichsfelde) gehalten.
Die Parafia Kobylnica, zu der über 4000 Gemeindeglieder zählen, gehört zum Dekanat Słupsk-Zachód (Stolp-West) im Bistum Köslin-Kolberg der Katholischen Kirche in Polen.
Evangelische polnische Einwohner gehören zur Parafia Słupsk (Parochie Stolp) an der dortigen Kreuzkirche in der Diözese Pommern-Großpolen – mit Sitz in Zoppot  – der Evangelisch-Augsburgische Kirche in Polen.

## Baudenkmale
- Kirche: Im Mittelalter hatte Kublitz eine Kirche, die dem Patronat des Nonnenklosters (Dominikaner) in Stolp unterstand. 1555 erfolgte der Neubau, dessen überputzter Westturm aus gotischer Zeit stammt. Altar und Kanzel waren mit aufgelegten Schnitzereien verziert. Unter dem Altar befindet sich die Familiengruft der Familie von Puttkamer. Etwa 1925 wurde das Kirchenschiff nach beiden Seiten erweitert.

- Kublitzer Mühle: Die Kublitzer Mühle stammt aus der Zeit vor 1300. Sie gehörte später zu den fünf Stolper Hospital-Mühlen. Zuletzt war die Mühle in Privatbesitz.

## Söhne und Töchter des Orts
- Christian Ernst von Puttkamer (1706–1771), preußischer Generalmajor, zuletzt Chef des Garnisonsregiments Nr. 7
- Paul Maede, ein Heimatdichter, der als Hauptlehrer und Organist im Dorf tätig war. Bekannt wurden die Titel seiner Werke „Am Herzen der Natur“, „Hermann Roß, der Bahnwärterjunge“ und „Eiala, der Schmetterling“.
- Barbara Deppert-Lippitz (1939–2023), deutsche Klassische Archäologin und Sachverständige

## Gmina Kobylnica
Der Ort ist heute Sitz der Stadt-Land-Gemeinde (gmina miejsko-wiejska) Kobylnica mit etwa 10.000 Einwohnern. Die Gemeindefläche beträgt 244,95 km². 60 % Landwirtschafts- und 30 % Waldfläche kennzeichnen die Region, in die der Landschaftsschutzpark Stolpetal (Park Krajobrazowy Doliny Słupi) hinein reicht. Zwischen 1975 und 1998 gehörte die Gemeinde zur Woiwodschaft Słupsk.

## Verkehr
Kobylnica ist nicht Bahnstation an der Strecke (Berlin–Stettin–) Stargard–Koszalin–Danzig (–Kaliningrad), obwohl diese durch das Gemeindegebiet verläuft. Ein Haltepunkt liegt jedoch an der hier noch parallel verlaufenden Strecke Ustka – Słupsk – Miastko (Rummelsburg) – Szczecinek (Neustettin) – Piła (Schneidemühl).
Durch das Gemeindegebiet führt die Europastraße 28 (Berlin–Stettin–Köslin–Danzig–Königsberg–Vilnius–Gomel) und die Landesstraße 21 von Słupsk nach Miastko (ehemalige deutsche Reichsstraße 125).